# 石之森章太郎
石之森章太郎（日语：／ Ishinomori Shōtarō，1938年1月25日—1998年1月28日），在中文圈更常寫成石森章太郎，日本漫畫家，原名小野寺章太郎，出生於宮城縣登米郡石森町。過去曾擔任手塚治虫的助手，一直到1984年以前以石森章太郎為筆名，共製作了約七百多套作品，也是繼手塚治虫之後，產量最多的「漫畫之王」 。
處女作為1953年發表的《二級天使》，其著名作品包含《人造人009》、《假面騎士系列》、《機械人超金剛》、《神奇小丫头》等作，並作為特攝作品的作者而活躍，曾多次被改編成動畫、日劇、電影等。

## 年表

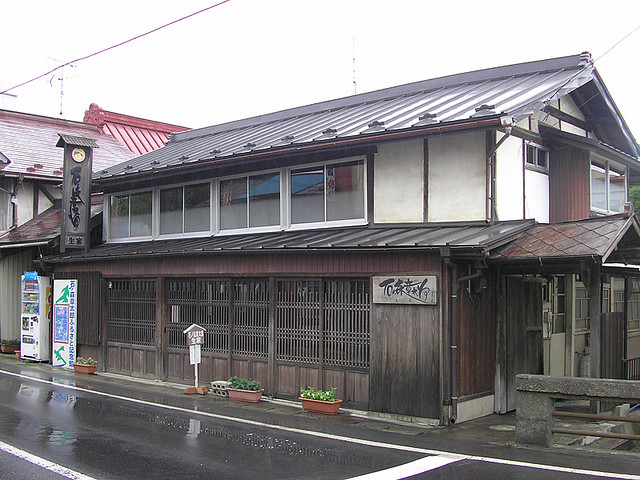
位於登米市中田町的石之森章太郎出生之家

石森於1938年1月25日出生於日本宮城縣登米郡石森町（現登米市）小學時由於喜歡看漫畫雜誌，有一天被手塚治虫的《新寶島》給震撼到，成為手塚治虫的鐵桿粉絲。
1950年，石森出版同人誌《墨汁一滴》，同年開始向《少年漫畫》投稿，1953年入宮城縣立佐高校就讀，並於包括赤塚不二雄、長谷邦夫、長谷邦男、横山孝雄、高井研一郎和徳南晴一郎成立「東日本漫畫研究會」、而後在高二的春天（5月），石之森收到手塚治虫的電報， 因而成為《鐵臂阿童木》的助手。
1954年（昭和29年）還在上高中的石森在手塚的調解下，於《漫畫少年》正式以漫畫家身份出道。出道作品是發表於1954年12月號中《漫畫少年》1955年新年號的《二級天使》。
1956年，由於擔任公務員的父親反對擔任當漫畫家，但在患有哮喘病的姐姐熱心勸說下。石森最後高中畢業時就搬到了東京學校，5月搬進常盤莊開始作為漫畫家生涯。雖然在常盤莊組的男性成員中年齡最小，但他的表現依然脫穎而出，並和藤子不二雄等人組成「新漫畫黨」。
1958年4月4日，與石森一起住在常盤莊，始終支持其漫畫事業的姐姐驟逝。1959年，石森與手塚的助手月岡貞雄一起被派往東映動畫（現東映動畫）的劇場版動畫《西遊記》的企劃及製作現場，並擔任手塚的替補助手。
自1961年（昭和36年）8月24日起，石森以集英社的取材記者身分，開始為期70天的海外旅行。並在1962年搬出常盤莊。於1963年5月與鈴木伸一等人成立動畫製作公司「零號工作室」。

### 漫畫生涯
1964年，石森在手塚治虫的媒人介紹下成婚。並在同年12月成立日本漫畫家協會。同時在同年7月19日起，石森開始在《週刊少年王》連載代表作《人造人009》開始連載。此時，他已經成為明星漫畫家，並在1965年及1966年推出的漫畫入門書籍《漫畫家介紹》，該書籍涵蓋了從漫畫的技術理論到具體的故事構思技巧。
1966年，石森憑藉《超能沙布》和《人造人009》獲得第7屆講談社兒童漫畫賞，1968年創立石森製作。憑藉《佐武與市甫物語》、《俊》獲得第13屆小學館漫畫賞。
自1971年起，石森開始負責東映特攝作品《假面騎士》的原作及其漫畫連載。該作品是東映製作公司的一個企劃，石森則提供設置和角色設計，並根據目前完成的作品編寫漫畫，在參與製作後，石森曾以導演身份執導部分特攝作品，包括《假面騎士》和《闪电人》等。在《假面騎士》後，石之森持續參與《假面骑士Stronger》、《伏魔三劍俠》、《秘密戰隊五連者》、《JAKQ電擊隊》之後，於1970年代後期製作的特攝系列，也設計作品中登場的客串角色，如敵人、怪獸等。許多節目的客串角色，也都是石之森以草圖的形式完成的，包括簡單的設定。
1981年起，石森任日本漫畫家協會理事。曾舉辦「原稿7萬頁突破紀念，漫畫家25周年紀念酒會」活動。
1985年（昭和60年） ，在作畫30週年之際，石森將原本的筆名「石森章太郎」更名為「石之森章太郎」。他則表示筆名來源自於他的家鄉石森町，改名的目的是回歸初衷。
1988年（昭和63年）以《HOTEL大飯店》等獲得第33屆小學館漫畫賞，《漫畫日本經濟入門》獲得第17屆日本漫畫家協會賞大獎，並於同年連載《假面騎士BLACK》。1989年被選為中田町的名譽市民，任職日本漫畫家協會常任理事，發表「萬畫宣言」。1990年，由於《世界經濟入門》和《老子道》成為日本大學文理部中國文學科的副讀本，榮獲最優秀製作人獎。
1992年4月，石之森突然發高燒住院。症狀與普通感冒相似，但檢查顯示為惡性淋巴瘤此後，他一邊與病魔搏鬥，一邊繼續寫作，但在1997年秋季因病情惡化而再次入院。

### 逝世與遺產
1998年1月28日下午2時30分，石之森因惡性淋巴腫瘤在東京都文京區的醫院逝世，享年60歲。逝世後追贈第27回日本漫畫家協會文部大臣獎、第2屆手塚治虫文化獎特別獎。他的最後一部作品是一年後播出的特攝超級英雄電視劇《声优战队Voicelugger》。他的諡號是「石森院漫徳章現居士」。墳墓位於東京都豐島區池袋三丁目正云寺。
在假面騎士系列方面，在2000年作品《假面騎士空我》播映後。自平成時期至今製作的所有系列，都將石之森列為原作者。以石之森的名字命名的石之森萬畫館，於2001年在宮城縣石卷市開幕。2008年1月25日，石之森章太郎正式被金氏世界紀錄認定為史上獨力著作並出版漫畫最多者，並在2008年10月2日獲頒金氏世界紀錄博物館的榮譽館長之職。
受到石之森影響的漫畫家包括大友克洋、浦澤直樹和原哲夫。鈴木福曾在《假面騎士聖刃 + 機界戰隊全界者 超級英雄戰記》中飾演年輕的石之森。

## 主要作品
- 《假面騎士系列》
- 《秘密戰隊五連者》
- 《JAKQ電擊隊》
- 《电脑奇侠》
- 《二級天使》
- 《怪人同盟》
- 《草壁署迷宫课迷宫先生》
- 《王アラジン》
- 《大鐵人17》
- 《閃電超人》
- 《009-1》
- 《鉄面探偵ゲン》
- 《千之目先生》
- 《星の伝説アガルタ》
- 《青い月の夜》
- 《竜神沼》
- 《金色の目の少女》
- 《天地雙龍》
- 《ミュータントサブ》
- 《ファンタジーワールド「ジュン」》
- 《ギルガメッシュ》
- 《メゾンZ》
- 《黒い風》
- 《奇人クラブ》
- 《機器刑警K》
- 《變身忍者 嵐》
- 《芭蕉 (漫画)》
- 《幻魔大戰》
- 《超能沙布》
- 《佐武與市甫物語》
- 《俊》
- 《怪奇ハンター》
- 《原始少年リュウ》
- 《隱形人阿風》
- 《リュウの道》
- 《小露寶》
- 《漫畫家入門》
- 《人造人009》
- 《漫畫日本經濟入門》
- 《漫畫日本歷史》
- 《幽靈少女》
- 《HOTEL大飯店》
- 《鬼面騎士 THE SKULL MAN》
- 《燃えろアタック》（後被改編成電視劇《排球女將》）
- 《探偵ドウ一族シリーズ》

## 外部連結
- 石之森章太郎官方網站 （页面存档备份，存于）
- 石之森章太郎記念館 （页面存档备份，存于）
- 石之森章太郎漫畫館 （页面存档备份，存于）
- Mangattan Museum website （页面存档备份，存于） （日語）
- Shotaro Ishinomori Complete Comic Works （日語）
- Entry （页面存档备份，存于） in The Encyclopedia of Science Fiction
- Ishimori Production Inc. – Official website
- Ishimori Production Inc. – Official website （法語）